# PZL Sędziszów

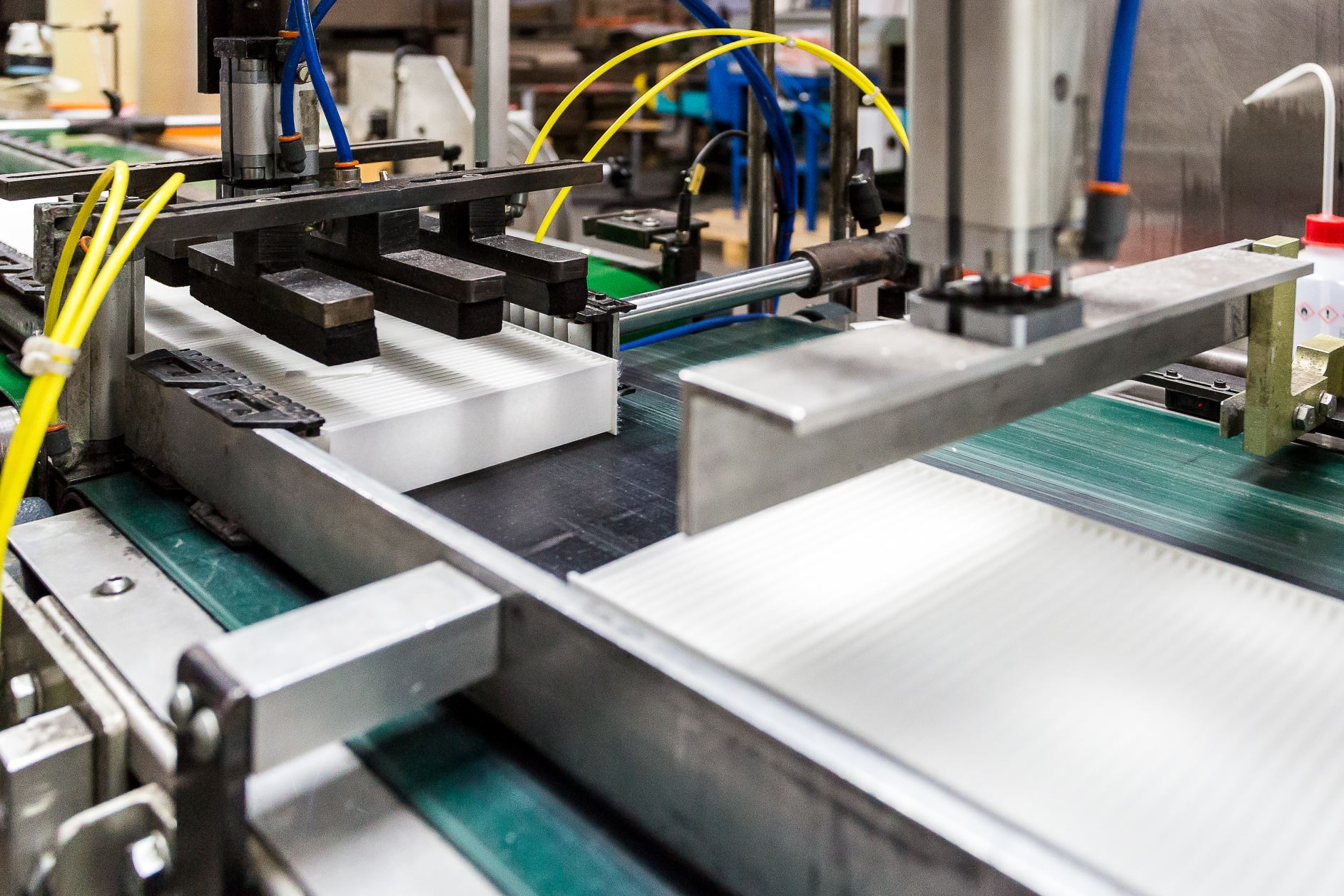
Produkcja filtrów w zakładzie PZL Sędziszów

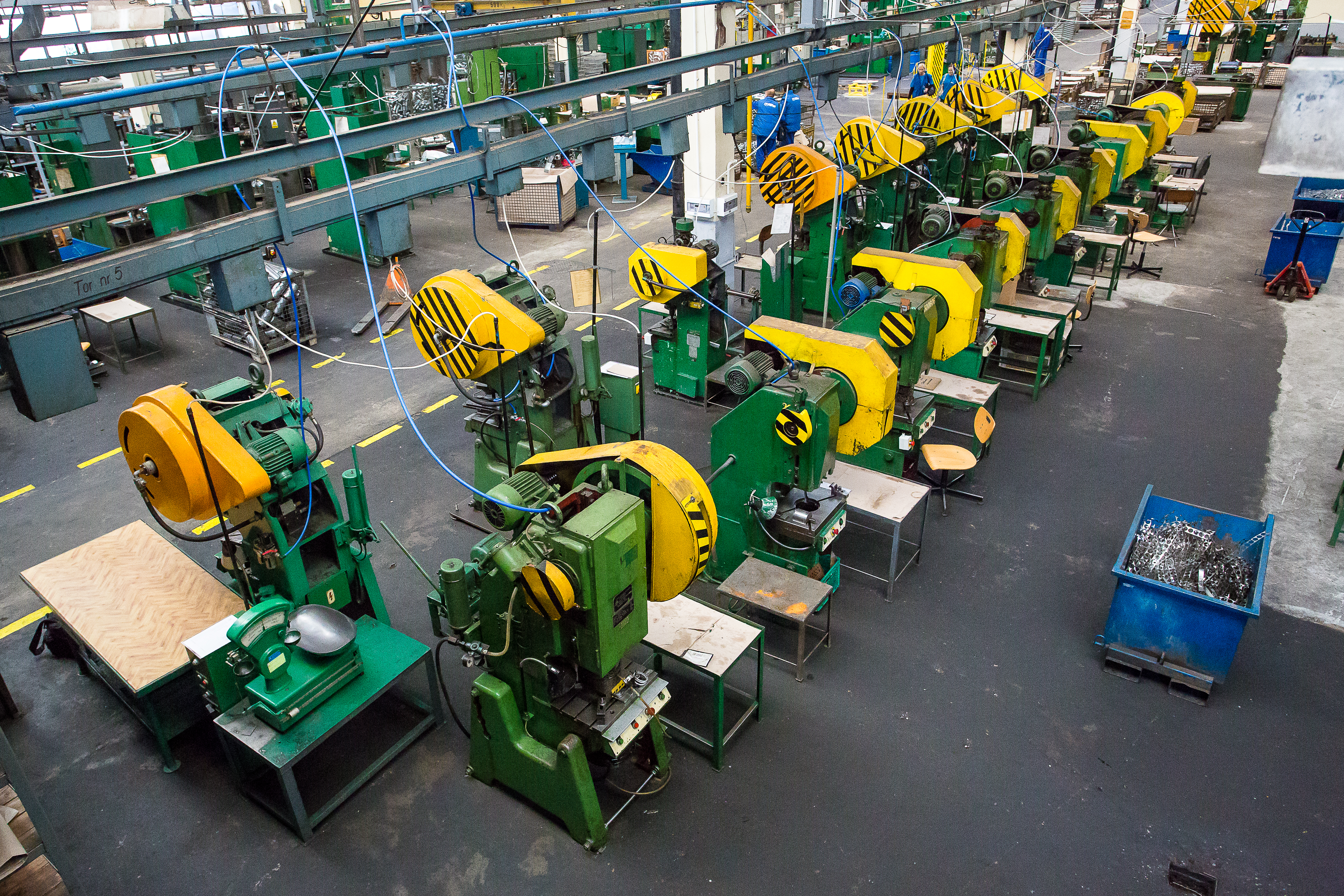
Hala produkcyjna

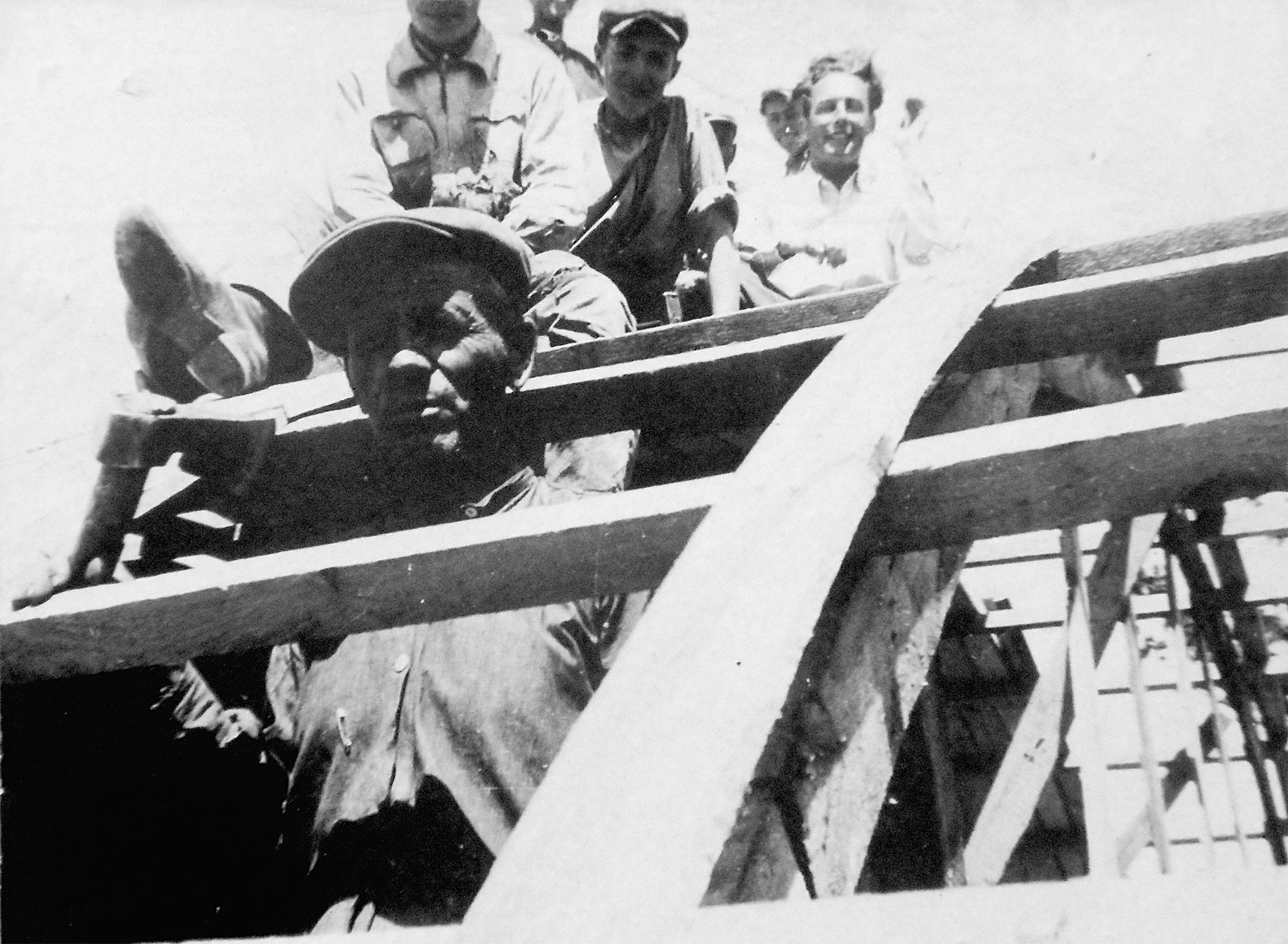
Budowa Zakładu, rok 1939

PZL Sędziszów S.A. – firma zajmująca się produkcją filtrów. Zakład zlokalizowany w Sędziszowie Małopolskim od 85 lat produkuje filtry paliwa, powietrza, kabiny i oleju dla motoryzacji, rolnictwa, lotnictwa oraz przemysłu ciężkiego. Od 60 lat prowadzi też zaawansowane badania w dziedzinie rozwoju technologii filtracyjnych.

## Historia

### Budowa zakładu
Początki historyczne Wytwórni Filtrów sięgają 1939 roku, w którym to spółka akcyjna rozpoczęła produkcję przemysłową. Organizatorem w zakresie zakupu terenu i budowy hali produkcyjnej był Jan Kroczka – późniejszy kierownik zakładu z ramienia spółki. Pierwsza hala została oddana do użytku w dniu 30 sierpnia 1939 r. Spółka przyjęła nazwę „Zakład Pomocniczy C.O.P. Spółka z Ograniczoną Odpowiedzialnością” i rozpoczęła produkcję armatury kooperacyjnej dla zakładów H. Cegielskiego w Rzeszowie i w Poznaniu. Były to różnego rodzaju części do obrabiarek, samochodów, samolotów i maszyn rolniczych. W zakładzie prowadzono również naprawy urządzeń gorzelniczych, tartacznych i młynarskich. Spółka zatrudniała wówczas około 30 robotników. Ponieważ Sędziszów Małopolski i okolice nie posiadały wówczas energii elektrycznej, obrabiarki były napędzane ręcznie.

### II wojna światowa

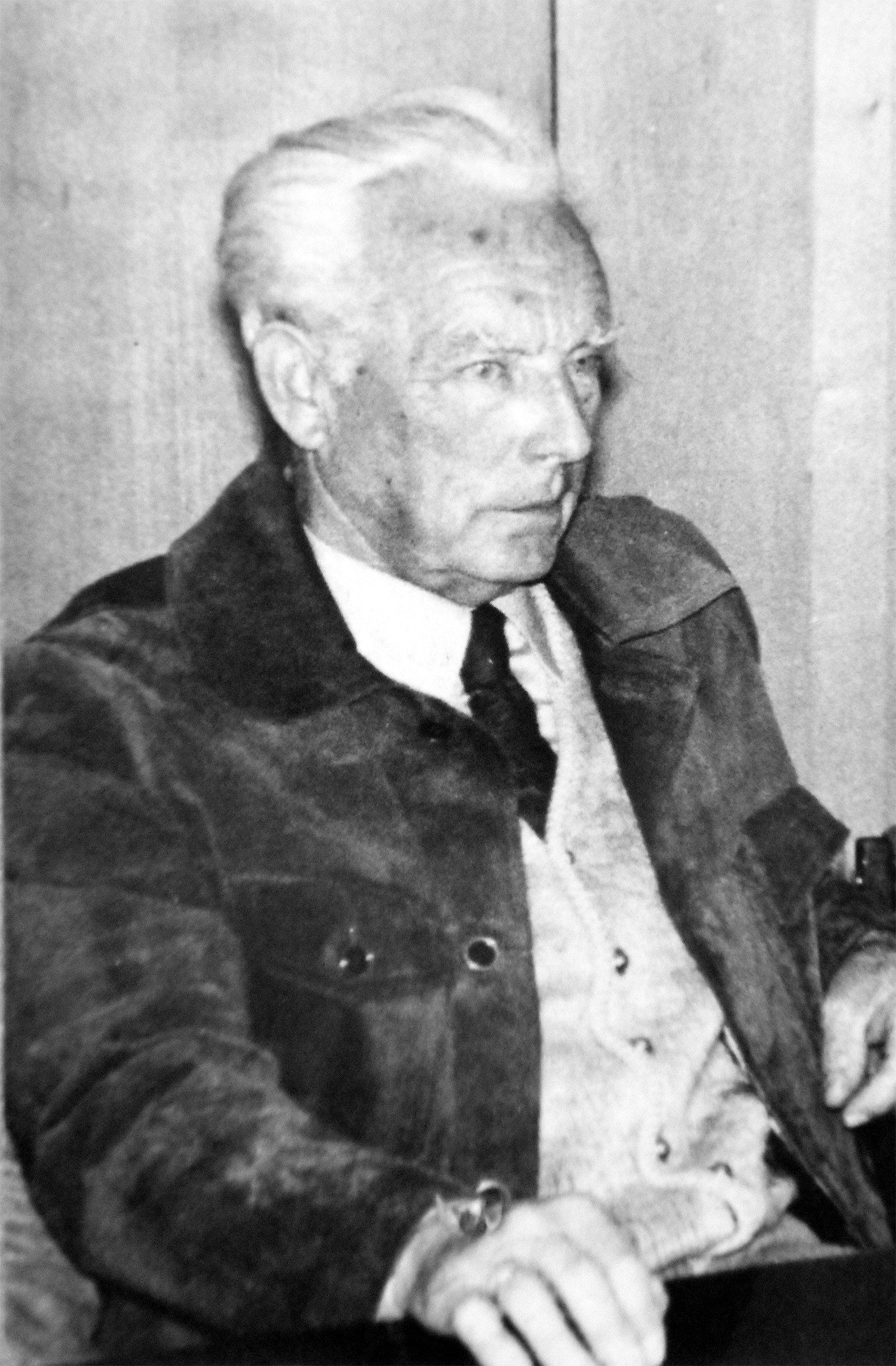
Jan Kroczka

W okresie działań wojennych w 1939 roku zakład nie został zniszczony. W dalszym ciągu kontynuowano rozpoczęty profil produkcji. Jesienią 1941 r. okupant wydał nakaz wyjazdu wszystkich pracowników do Rzeszy. Spośród 20 osób tylko jedna osoba dotarła na miejsce, a pozostali zbiegli i wrócili do domów.
W roku 1942 zakład został przejęty przez firmę niemiecką „Draisinenbau”, która uruchomiła produkcję drezyn kolejowych o napędzie ręcznym i elektrycznym. Zarządcą zakładu został Niemiec Albert Matz. W pierwszych dniach lipca 1944 r. władze niemieckie wywiozły do Rzeszy wiele maszyn i urządzeń. Część maszyn i narzędzi załoga ukryła zakopując w ziemi. Zakład w czasie wycofywania się wojsk uległ zniszczeniu. Pierwsi żołnierze radzieccy wkroczyli na teren Sędziszowa Małopolskiego 3 VIII 1944 r.

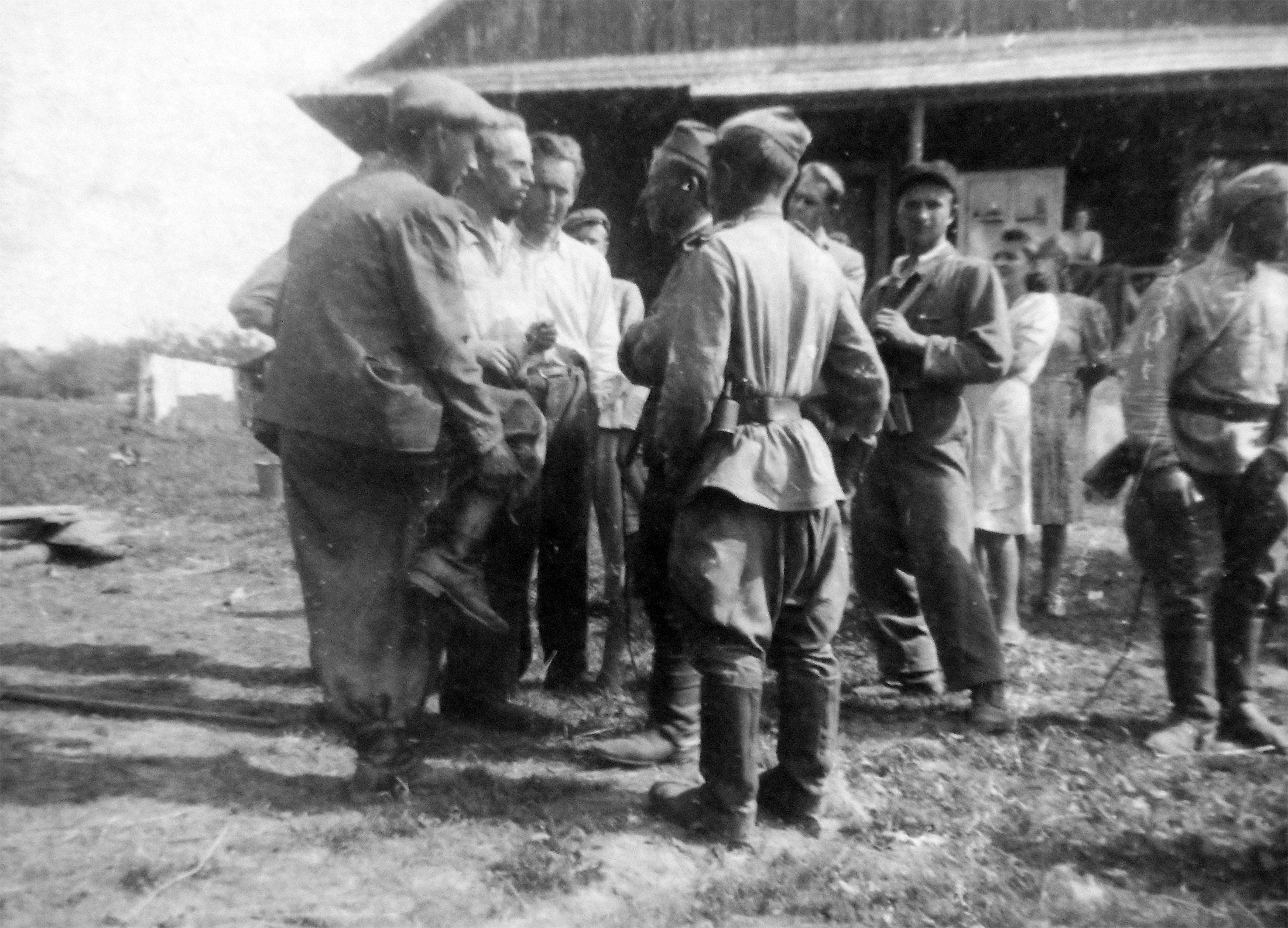
Spotkanie z partyzantami

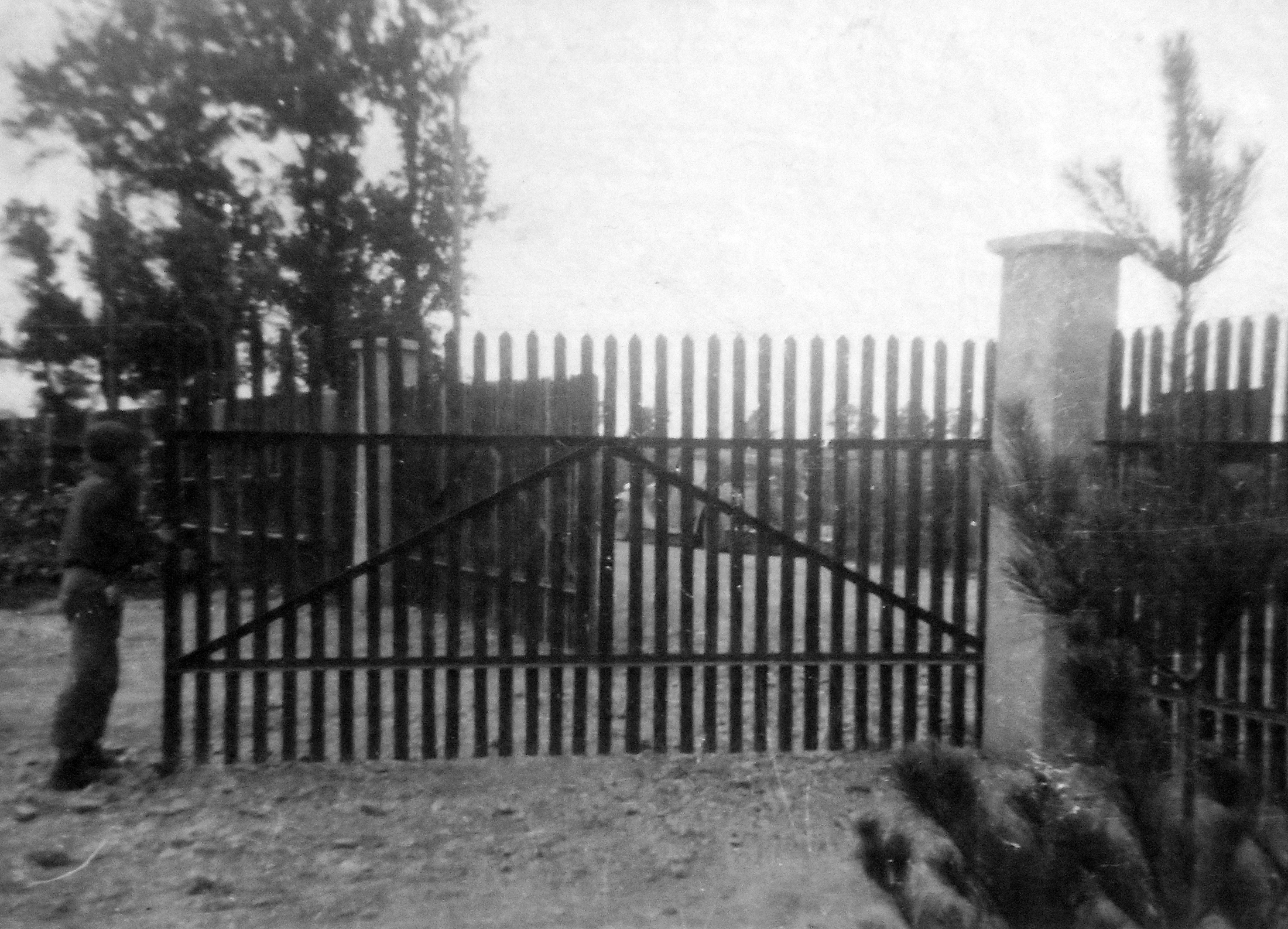
Zamknięcie bramy

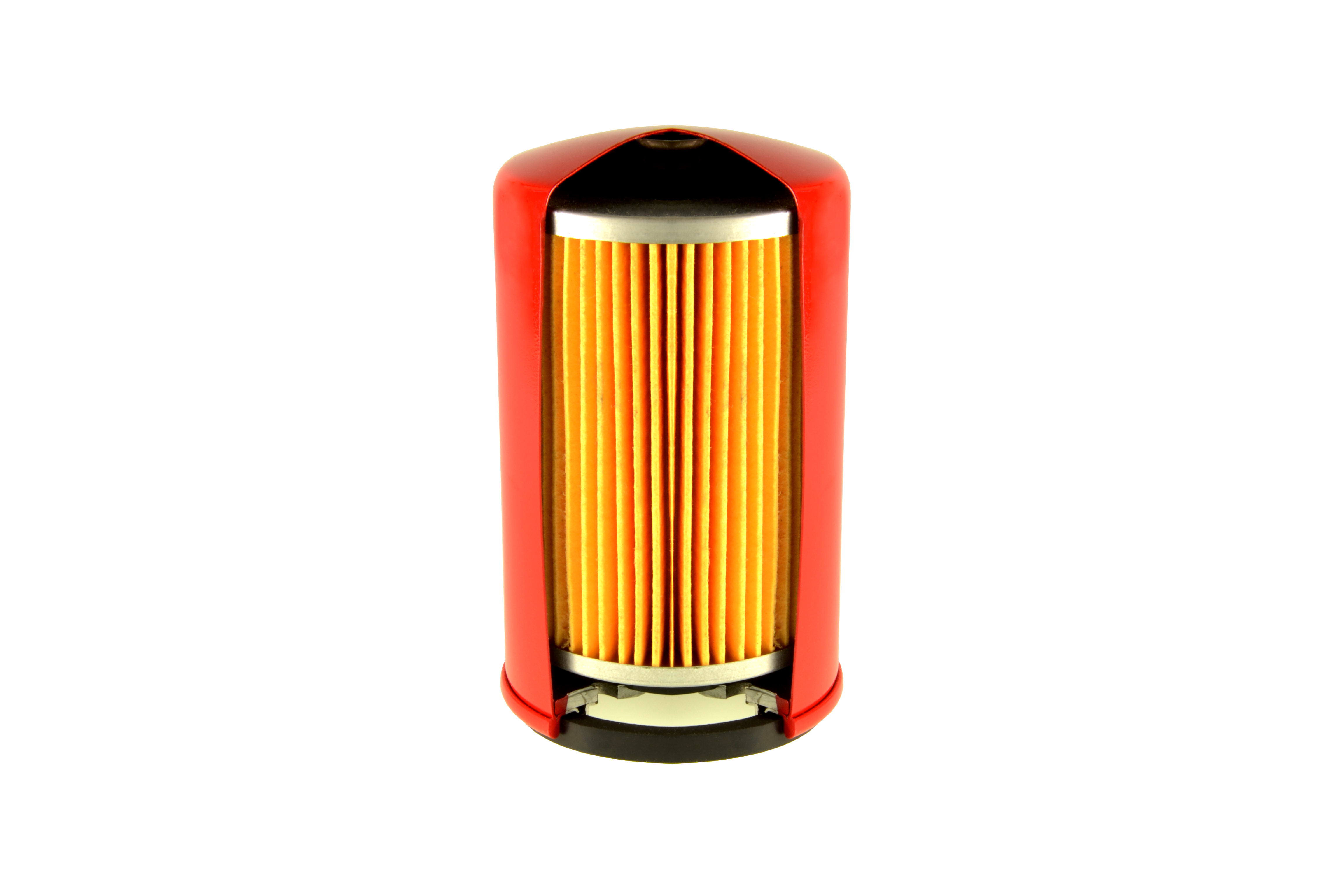
Przekrój filtra oleju

### 1945–1989
Po wyzwoleniu zakład został odbudowany, a profil produkcji rozszerzony. Przez dwa lata fabryka produkowała młockarnie i prowadziła remonty maszyn rolniczych. W 1947 r. rozpoczęto produkcję pierścieni uszczelniających typu „Simmera” dla potrzeb motoryzacji. Sędziszowski zakład został ich jedynym producentem w Polsce. Na mocy zarządzenia Ministra Przemysłu Ciężkiego 28 grudnia 1950 r. zakład został upaństwowiony. W chwili upaństwowienia zakład zatrudniał 66 robotników i 6 pracowników umysłowych. Podstawowym asortymentem były nadal pierścienie „Simmera”, uruchomiono też produkcję łóżek szpitalnych i stołów do zabiegów chirurgicznych.
W kwietniu 1951 Zakład Pomocniczy COP został przejęty przez Wojewódzki Urząd Przemysłu Terenowego w Rzeszowie i zmienił nazwę na Sędziszowskie Zakłady Przemysłu Terenowego.
W latach 1951–1953 w fabryce produkowane były, miseczki sprężyn zaworu, pudełka do pasty, ręczne pompy powietrza, pierścienie do żagli, pokrywy wlewu oleju i zbiorniki płynu hamulcowego.
1 kwietnia 1953 r. na mocy zarządzenia Ministra Przemysłu Drobnego i Rzemiosła zakład zostaje podporządkowany Centralnemu Zarządowi Przemysłu Motoryzacyjnego i zmienia nazwę na Sędziszowskie Zakłady Sprzętu Motoryzacyjnego. Rok później dzięki uzyskanemu kredytowi rozpoczyna się budowa budynku administracyjno-socjalnego. Asortyment zostaje rozszerzony o m.in. roletę chłodnicy i zbiornik płynu hamulcowego dla potrzeb FSC Starachowice.
W 1955 roku rozpoczęto produkcję pierwszego filtra powietrza do ciężarówek STAR – G-50. Był to punkt wyjścia do specjalizacji w zakresie produkcji filtrów. W 1958 r. rozpoczęto produkcję filtrów oleju bocznikowego do samochodu FSO Warszawa. W latach 1962–1965 miała miejsce generalna modernizacja przedsiębiorstwa. Inwestycje obejmowały projekt nowej hali produkcyjnej, kotłowni i innych obiektów związanych z jego funkcjonowaniem. Inwestycja kosztowała 75 mln zł i została uwieńczona wejściem fabryki w skład Przedsiębiorstw Zgrupowanych w Zjednoczeniu Przemysłu Lotniczego. Uruchomieno produkcję filtrów paliwa przejętych z WZM-2 Warszawa i filtrów hydrauliki siłowej przejętej z HYDRAL Wrocław. Uzyskano nowe maszyny i urządzenia, a przedsiębiorstwo stało się generalnym dostawcą filtrów do silników wysokoprężnych Leyland i Henschel.
W 1966 r. rozpoczęto produkcję filtrów oleju i paliwa do samochodu Fiat 125p. W 1970 r. Wytwórnia Filtrów stworzyła własny ośrodek badawczo-rozwojowy dla filtrów oleju i paliwa. W tym samym roku rozpoczęto też eksport wyrobów do Wschodnich Niemiec (NRD), a następnie do Francji, na Węgry, do Czechosłowacji i ZSRR.
W latach 1968–1971 zakład realizuje kolejny etap rozbudowy. W związku z dynamicznym rozwojem produkcji i rosnącymi wymaganiami odbiorców w 1970 roku zakład otwiera własne laboratorium badawcze i zaplecze techniczne dla doskonalenia filtrów. Część wyposażenia badawczego została zakupiona w firmie COOPERS Anglia.
W 1971 r. spółka zmieniła nazwę i zaczęła funkcjonować pod obecną – Wytwórnia Filtrów „PZL Sędziszów” S.A. Rok później zakupiona została pierwsza licencja i technologie na produkcję plisowanych elementów filtrujących do filtrów oleju i paliwa od włoskiej firmy SAVARA. Zakup licencji i wykorzystanie zakupionej wiedzy umożliwiły unowocześnienie wyrobów oraz podniesienie ich jakości.
Kolejny przełom w historii firmy miał miejsce w 1978 roku, kiedy to rozpoczęto produkcję wkładów filtra powietrza z uszczelnieniem z poliuretanu spienionego dla samochodów FIAT 126 Bis.
Pod koniec lat siedemdziesiątych wielkość eksportu wynosiła ok. 500 tys. sztuk rocznie. W latach 1973–1986 zakład przejął z WUCh Dębica ponad 100 pozycji armatury lotniczej i produkował głównie zawory oraz filtry.
Dalsza rozbudowa zakładu miała miejsce w latach 1976-1981 na skutek uchwały 46/77 podjętej przez Radę Ministrów. W wyniku realizacji inwestycji powstały kolejne obiekty produkcyjne i pomocnicze o łącznej powierzchni 15,2 tys.m². Tak długi okres realizacji projektu był zdeterminowany sytuacją gospodarczą w kraju. W ramach zagospodarowania technologicznego zaprojektowano szereg specjalistycznych maszyn i urządzeń oraz dwóch kompletów linii technologicznych do produkcji filtrów powietrza i paliwa.
W latach 1978–1981 zakład uzyskał certyfikację firmy Massey-Ferguson-Perkins na 10 wyrobów przeznaczonych dla ZM Ursus. Uruchomienie produkcji filtrów paliwa nastąpiło na podstawie autorskich rozwiązań technologicznych ponieważ nie doszedł do skutku zakup licencji i maszyn z firmy CAV Anglia.
W latach 1985–1990 Wytwórnia Filtrów „PZL-Sędziszów” S.A. produkowała szeroki asortyment filtrów i wkładów na rynek krajowy i na eksport dla rolnictwa i potrzeb kooperacji największych wówczas zakładów w kraju: ZMiN Warszawa, FSO Warszawa, ZM URSUS, FSC Starachowice, WSK Świdnik, WSK Kalisz, HYDRAL Wrocław, WSW Andrychów, WSK Mielec czy WSK Rzeszów.
W 1986 roku zakupiona została linia technologiczna do produkcji panelowych filtrów powietrza od włoskiej firmy UFI.

### Od 1989
Dwa lata później działalność zakładu koncentrowała się na przygotowaniu produkcji nowych wyrobów na potrzeby małolitrażowego samochodu Fiat Cinquecento. W 1989 roku zakupiona została prasa wielostemplowa do produkcji puszek do filtrów oleju.
W latach 1991–1993 przygotowano i uruchomiono ok. 120 nowych filtrów, głównie filtry oleju i wkłady filtrów powietrza. W 1993 r. organem założycielskim fabryki zostaje Wojewoda Rzeszowski. Kolejnym istotnym krokiem jest uruchomienie w 1994 r. trzech typów filtrów nowej generacji dla potrzeb maszyn pracujących w kopalniach zrzeszonych w Kombinacie Górniczo-Hutniczym Miedzi.

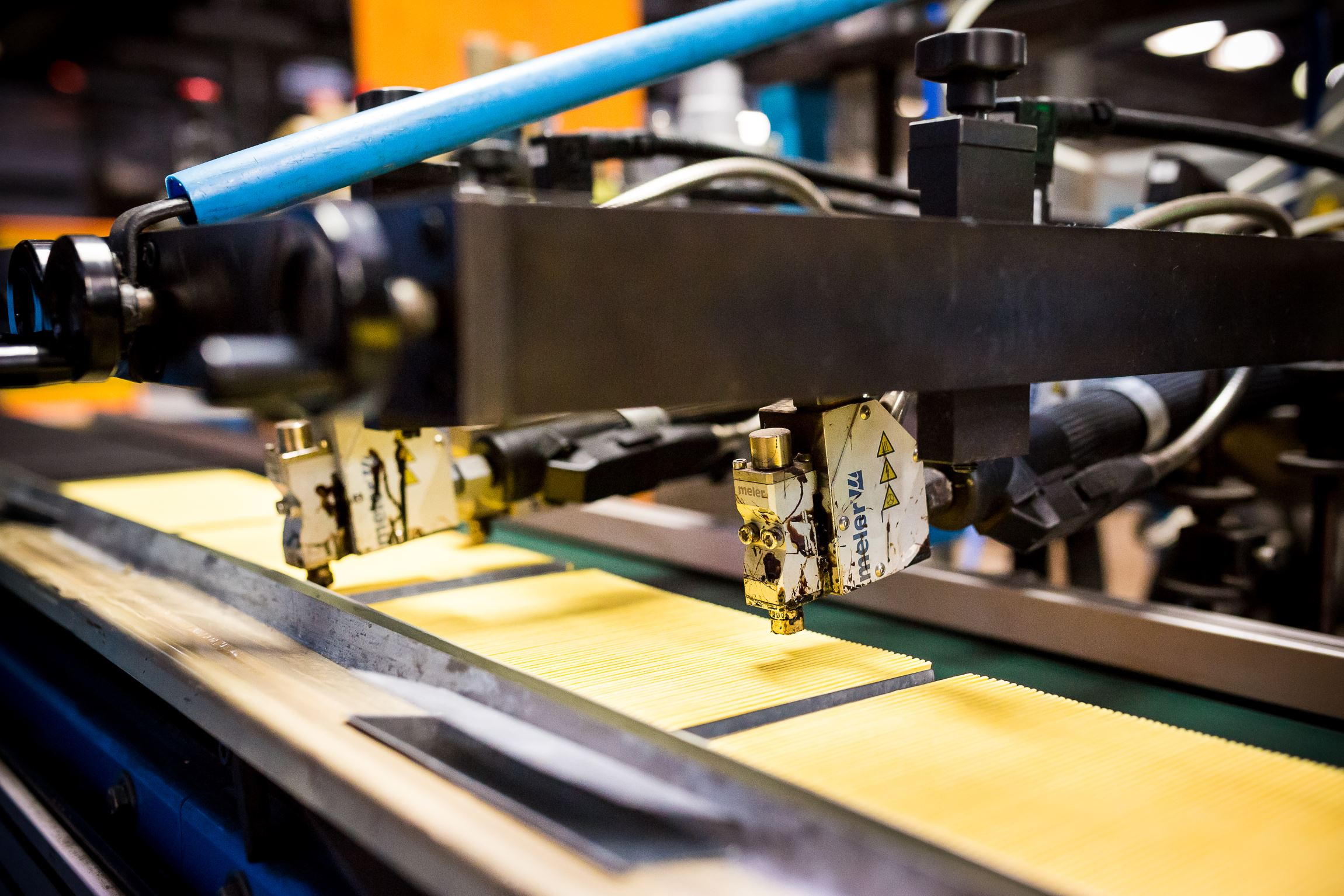
Produkcja filtrów w zakładzie PZL Sędziszów

W latach 1994–1995 ówczesny zarząd kupuje kilka specjalistycznych maszyn, m.in. urządzenie do produkcji sit cięto-ciągnionych, linie do prasowania i klejenia bibuły do wkładów panelowych filtrów powietrza, urządzenie do produkcji wzmocnień wkładów filtrów oleju, prasa do montażu zaworów przelewowych filtrów puszkowych i wiele innych.
W 1996 r. zakład zakupił skomputeryzowane stanowiska badawcze umożliwiające ciągłą rejestrację sprawności filtrowania i określenia parametrów materiałów filtracyjnych. Działania te znalazły uznanie odbiorców czego wynikiem był wzrost eksportu do Europy Zachodniej.
W historii firmy istotny był też rok 1997, w którym Fiat Auto Poland docenił produkty marki PZL Sędziszów i przyznał fabryce Certyfikat Jakości Dostaw. Rok później firma wdrożyła system zapewniania jakości, zgodnie z normą PN-ISO–001:1996, certyfikowany przez Polski Ośrodek Badań i Certyfikacji. Cztery lata później wdrożony został system zarządzania jakością według wymogów normy ISO/TS 16949, certyfikowanego przez TÜV Rheinland.
W latach 1995–1997 następuje dalszy rozwój asortymentu. Uruchomione zostają nowe typy filtrów paliwa do silników benzynowych z wtryskiem jedno- i wielopunktowym, wkłady filtrów powietrza, filtry oleju oraz filtry hydrauliczne – łącznie ponad 100 referencji. Sytuacja podobnie wygląda w latach 1998-1999. W asortymencie pojawiają się kolejne referencje, prowadzone są też prace nad nową generacją filtrów do silników wysokoprężnych. Tego typu filtry wyposażone są w podgrzewacze paliwa i sygnalizatory poziomu wody.
Kolejnym ważnym wydarzeniem w historii spółki było nabycie w 2012 roku 85% kapitału zakładowego przez polską spółkę Unimot Express Sp. z o.o. W tym samym roku firma została przyjęta w poczet członków Stowarzyszenia Dolina Lotnicza zrzeszającego producentów przemysłu lotniczego. Wytwórnia Filtrów dołączyła też do grona członków Podkarpackiego Klubu Biznesu.
Od momentu prywatyzacji przedsiębiorstwo stale uruchamia nowe technologie, wprowadza nowe linie produktowe, wzmacnia pozycję na rynku krajowym i rozwija ekspansję na rynki zagraniczne.
W roku 2018 miał miejsce zakup większościowego pakietu udziałów w czeskim przedsiębiorstwie Bohm Plast-Technik

## Działalność społeczna
Akcja „590 powodów…”
„PZL-Sędziszów” S.A. jest partnerem akcji społecznej „590 powodów” …aby kupować polskie produkty.
Jako krajowy producent spółka komunikuje polskość, a tym samym przekonuje konsumentów do wspierania rodzimej gospodarki.
Będąc partnerem akcji „590 powodów”, spółka realizuje jej cele, do których należą m.in.:
- prezentowanie zalet kupowania polskich produktów
- zwiększenie świadomości ekonomicznej – patriotyzm ekonomiczny
- zachęcenie do czynnego udziału w społeczeństwie

Na chwilę obecną w akcji uczestniczy 94 producentów z całej Polski

## Porozumienie o współpracy edukacyjno-wychowawczej

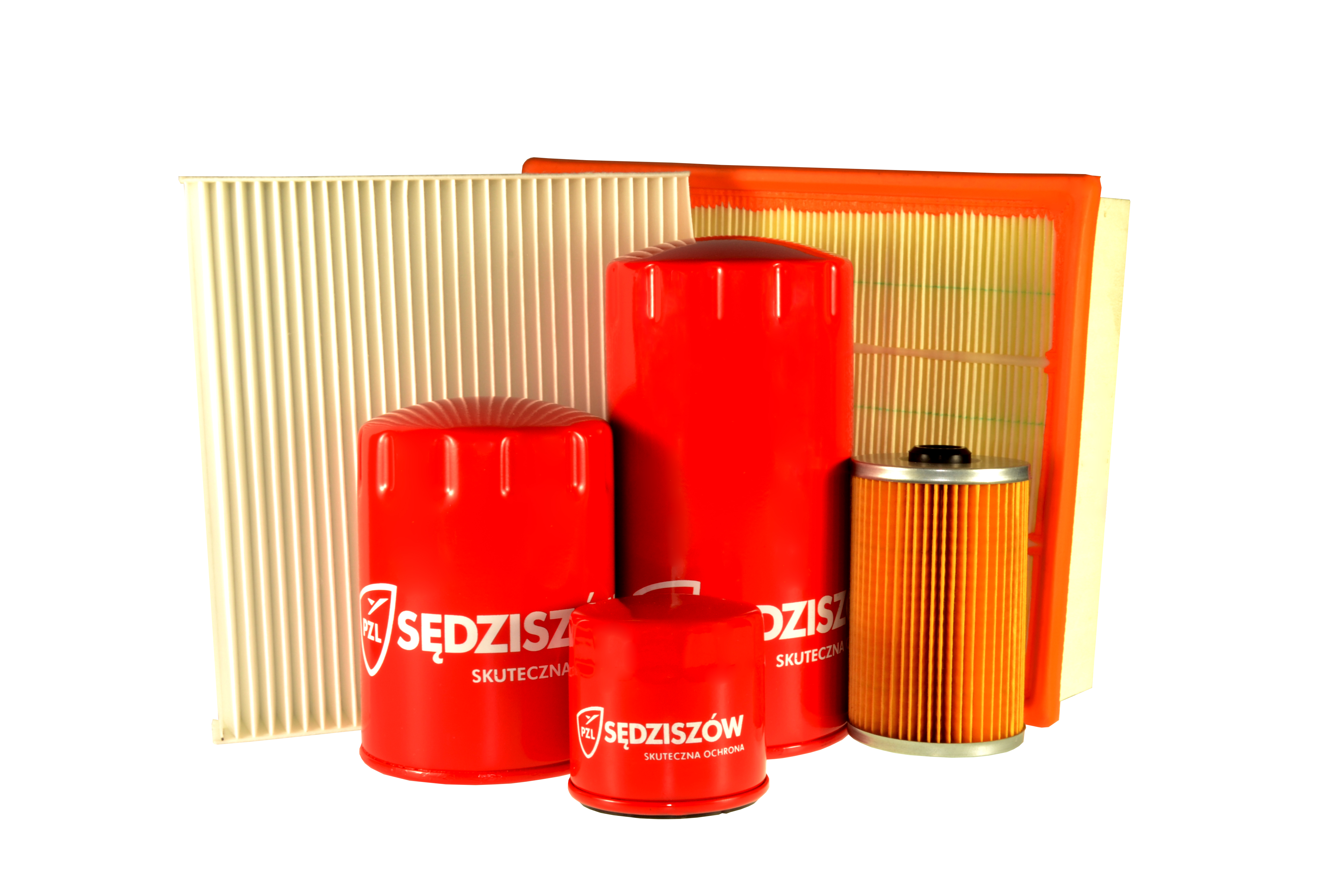
Produkowane w zakładzie filtry - kabiny, oleju, powietrza

„PZL-Sędziszów” S.A. podjął również współpracę z dyrekcją Zespołu Szkół Technicznych w Sędziszowie Młp.
28 kwietnia 2014 r. podpisano porozumienie o współpracy edukacyjno-wychowawczej z Zespołem Szkół Technicznych im. prof. K. Olszewskiego oraz Powiatem Ropczycko-Sędziszowskim – organem prowadzącym szkołę.
Celem porozumienia jest przygotowanie młodej, wykształconej kadry oraz zapewnienie miejscowej młodzieży miejsc pracy na terenie powiatu ropczycko-sędziszowskiego.
W wyniku porozumienia, w Zespole Szkół Technicznych w roku szkolnym 2014/2015 zostaną utworzone dodatkowe klasy, m.in. na kierunku technik mechanik o specjalizacji „Użytkowanie obrabiarek skrawających” oraz „Organizacja i nadzorowanie procesów produkcji maszyn i urządzeń”.
„PZL-Sędziszów” S.A. zobowiązała się zorganizować praktyki zawodowe na terenie zakładu i zagwarantowała absolwentom pierwszeństwo zatrudnienia. Dodatkowo, spółka przekaże szkole pomoce naukowe i umożliwi prowadzenie zajęć w laboratoriach badawczych.
Pierwsze praktyki rozpoczęły się w maju 2014 roku.